# Se come voi piccina
Se come voi piccina è la romanza di Anna (soprano) nell'atto I delle Villi di Giacomo Puccini (1884).

## Genesi
La romanza fu aggiunta alla partitura durante la revisione che seguì al debutto dell'opera, il 31 maggio 1884. Già pochi giorni più tardi, il 9 giugno, il librettista Ferdinando Fontana annunciava a Puccini l'imminente invio dei versi. Quasi tre mesi dopo, il 3 settembre, il letterato inviò, su richiesta del compositore, due nuove redazioni del testo poetico, la prima delle quali è vicina al testo definitivo, suddiviso in due strofe, ciascuna composta di due quartine di settenari, alternativamente piani e tronchi:
| Versione provvisoria Se come voi piccina Io fossi, o vaghi fior, Sempre sempre vicina Potrei stare al mio amor. Vorrei dirgli olezzando: (Coll'olir gli direi) «Io penso sempre a te!» Coi color vorrei dirgli: (Coi color gli direi) «Non ti scordar di me!» Voi, di me più felici Seguirete il mio amor; Per valli e per pendici Lo seguirete, o fior! Se il nome che portate Menzognero non è, Deh, al mio amor sussurrate: «Non ti scordar di me!» | Versione definitiva Se come voi piccina Io fossi, o vaghi fior, Sempre sempre vicina Potrei stare al mio amor. Allor, dirgli vorrei: «Io penso sempre a te!» Ripeter gli potrei: «Non ti scordar di me!» Voi, di me più felici, Lo seguirete, o fior; Per valli e per pendici Seguirete il mio amor... Deh, se il nome che avete Menzognero non è, Al mio amor ripetete: «Non ti scordar di me!» |

Un abbozzo della romanza mostra un testo differente, che corrisponde con ogni probabilità a quello originario, che Puccini volle modificato. In questa primitiva redazione, i due versi iniziali (nell'unica pagina nota agli studiosi) sono: «Sempre, sempre vicina / Potrei stare al mio amor».

## La musica
Le due strofe musicali in cui la romanza si articola, sono introdotte e separate da un preludio-ritornello strumentale di 25 battute, caratterizzato da armonie modali e da una strumentazione delicata nella quale emergono le voci di arpa, glockenspiel e ottavino. La melodia è basata per intero su quegli intervalli di Quinta e Quarta che nel secondo atto dell'opera saranno abbinati alle Villi, le creature soprannaturali vendicatrici delle amanti tradite, come a presagire quello che sarà il destino del personaggio.
Altrettanto insolito è l'incipit vocale («Andante lento»), a cui corrispondono le quartine prima e terza, dove contro ogni consuetudine il canto del soprano scaturisce senza soluzione di continuità dal fraseggio dell'orchestra, a sua volta aperto da un accordo instabile di Settima maggiore. Il tono languido di questa partenza per inerzia, in metro di 6/8, è ribadito dalla struttura asimmetrica della frase iniziale, spezzata dalla presenza di un'unica battuta in 3/8 e in tempo mosso. La quadratura del periodo è ristabilita nella seconda sezione della romanza («Andante espressivo»), corrispondente alle quartina seconda e quarta. La melodia del soprano, sostenuta da un accompagnamento regolare (prima a mo' di barcarola, poi a sestine), procede ad ondate successive, in progressione, e, raggiunto il climax, si spegne nella ripetizione di una formula cadenzale, alle parole "Non ti scordar di me".
Alla seconda strofa musicale (vv. 9-16), simmetrica alla prima, segue un postludio orchestrale che riprende in crescendo la progressione sostenuta dalle sestine del basso e che sfocia direttamente nel duetto tra Anna e Roberto, di fatto senza concludere il brano.